# Onthophagus gazellinus
Onthophagus gazellinus är en skalbaggsart som beskrevs av Bates 1887. Onthophagus gazellinus ingår i släktet Onthophagus och familjen bladhorningar. Inga underarter finns listade i Catalogue of Life.